# 朗格波
朗格波（Rangpo），是印度锡金邦East县的一个城镇。总人口3724（2001年）。

## 人口
该地2001年总人口3724人，其中男性2044人，女性1680人；0—6岁人口495人，其中男250人，女245人；识字率69.66%，其中男性为75.00%，女性为63.15%。